# Porgy and Bess
| 전문가 평가                       | 전문가 평가 |
| 평가 점수                         | 평가 점수   |
| 출처                              | 점수        |
| --------------------------------- | ----------- |
| AllMusic                          | [ 4 ]       |
| DownBeat                          | [ 5 ]       |
| The Encyclopedia of Popular Music | [ 6 ]       |
| Entertainment Weekly              | A           |
| The Penguin Guide to Jazz         | [ 8 ]       |
| The Rolling Stone Album Guide     | [ 9 ]       |
| Tom Hull – on the Web             | B+          |

《Porgy and Bess》는 1959년 3월 9일, 컬럼비아 레코드에서 발매된 미국의 재즈 음악가 마일스 데이비스의 스튜디오 음반이다. 이 음반에는 조지 거슈윈의 1935년 동명의 오페라에 나오는 데이비스와 공동 작업자 길 에번스의 편곡이 포함되어 있다. 이 음반은 1958년 7월 22일, 7월 29일, 8월 4일, 8월 18일 뉴욕의 컬럼비아 30번가 스튜디오에서 네 번의 세션으로 녹음되었다. 이 음반은 데이비스와 에반스의 두 번째 협업이며 발매 이후 일부 음악 평론가들로부터 그들의 협업 중 최고로 인정받으며 많은 비평가들의 찬사를 받았다. 재즈 비평가들은 이 음반을 역사적으로 중요하게 여겨왔다.

## 영향
데이비스와 에번스의 콜라보레이션 시리즈 중 두 번째 음반으로, 《Porgy and Bess》는 《뉴욕 타임스》와 《로스앤젤레스 타임스》를 포함한 음악 평론가들과 출판물들로부터 좋은 평가를 받았다. 음악 작가 빌 키르치너는 "금세기의 미국 음악에서 세 개의 파트너십은 가장 영향력 있는 듀크 엘링턴/빌리 스트레이혼, 프랭크 시나트라/넬슨 리들, 그리고 마일스 데이비스/길 에번스였다"고 썼다. 데이비스의 베스트셀러 음반 중 하나로, 《Porgy and Bess》는 오케스트라 재즈의 획기적인 음반으로 인정을 받았다. 데이비스의 전기 작가 잭 챔버스는 이 음반을 "자신만의 무결성, 질서, 액션을 갖춘 새로운 악보"라고 묘사했다.

## 곡 목록
모든 곡들은 특별한 언급이 없는 한 조지 거슈윈에 의해 작곡하였다.
| #  | 제목                            | 작곡      | 재생 시간 |
| -- | ------------------------------- | --------- | --------- |
| 1. | 〈Buzzard Song〉                |           | 4:07      |
| 2. | 〈Bess, You Is My Woman Now〉   |           | 5:10      |
| 3. | 〈Gone〉                        | 길 에번스 | 3:37      |
| 4. | 〈Gone, Gone, Gone〉            |           | 2:03      |
| 5. | 〈Summertime〉                  |           | 3:17      |
| 6. | 〈Oh Bess, Oh Where's My Bess〉 |           | 4:18      |

| #  | 제목                                                 | 재생 시간 |
| -- | ---------------------------------------------------- | --------- |
| 1. | 〈Prayer (Oh Doctor Jesus)〉                         | 4:39      |
| 2. | 〈Fisherman, Strawberry and Devil Crab〉             | 4:06      |
| 3. | 〈My Man's Gone Now〉                                | 6:14      |
| 4. | 〈It Ain't Necessarily So〉                          | 4:23      |
| 5. | 〈Here Come de Honey Man〉                           | 1:18      |
| 6. | 〈I Wants to Stay Here (a.k.a. I Loves You, Porgy)〉 | 3:39      |
| 7. | 〈There's a Boat That's Leaving Soon for New York〉  | 3:23      |

## 인증
| 국가                        | 인증 | 판매량/출하량 |
| --------------------------- | ---- | ------------- |
| 영국 (BPI) sales since 2007 | 실버 | 60,000^       |
| 미국                        | —    | 286,000       |
| ^출하량을 기반으로 한 인증  |      |               |